# Villa am Tönniesberg

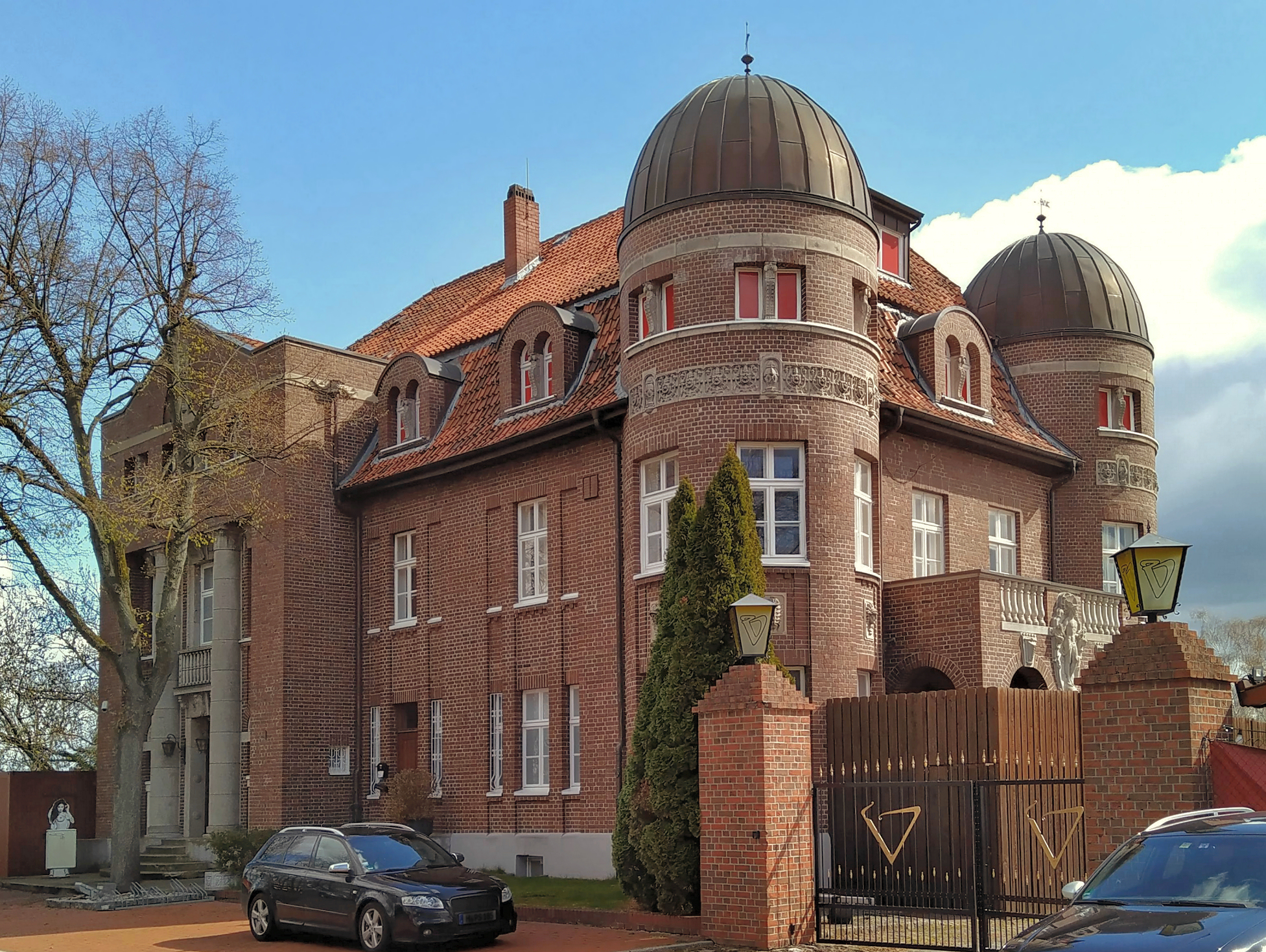
Villa am Tönniesberg, Westseite zur Straße

Die Villa am Tönniesberg, bekannt als FKK-Villa, ist ein denkmalgeschütztes Gebäude auf dem Tönniesberg im Stadtteil Ricklingen in Hannover. Die 1923 von einem Fabrikanten errichtete Villa wurde seither unterschiedlich genutzt.

## Lage und Beschreibung

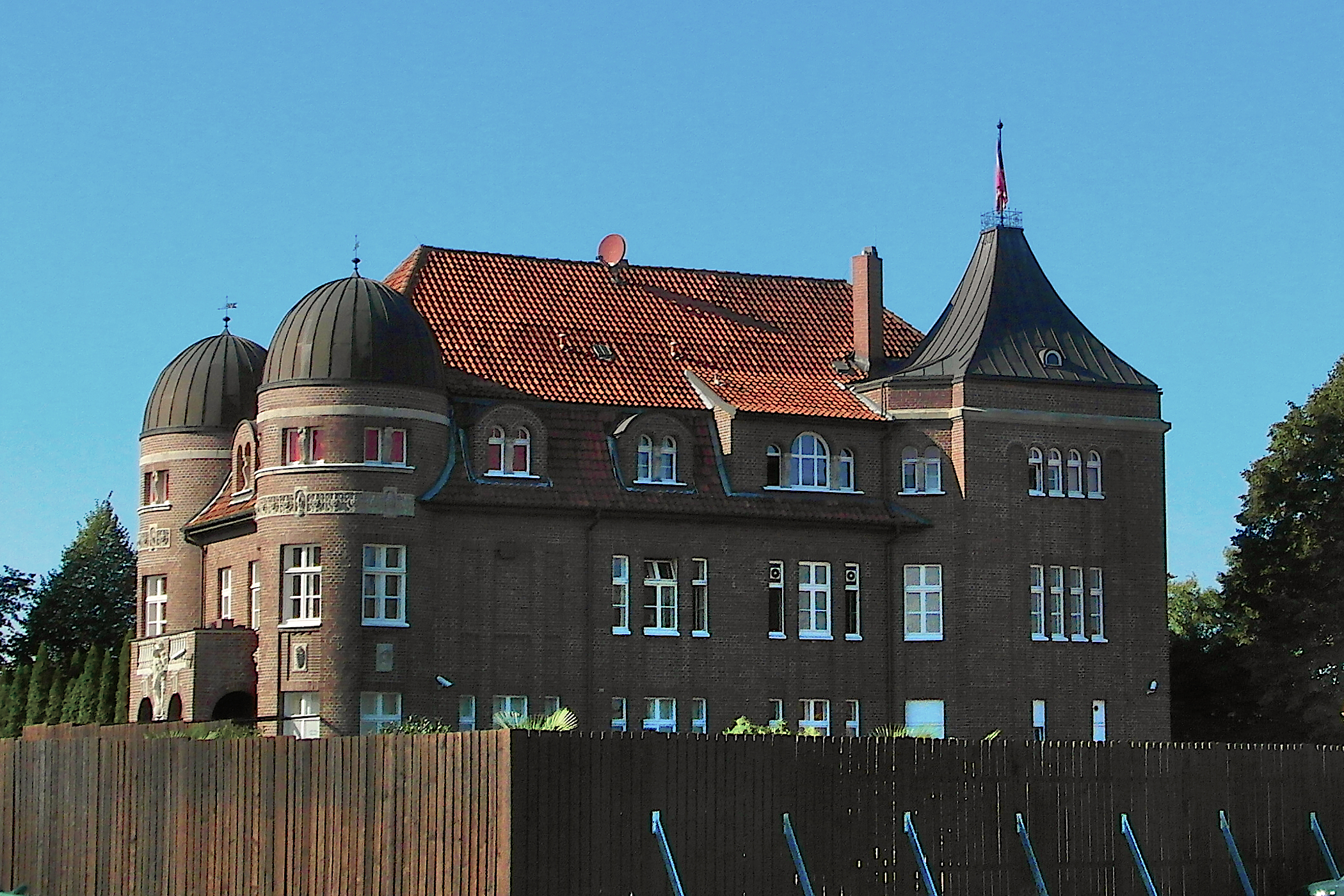
Ostseite

Die Villa befindet sich heute in isolierter Lage am Ende einer Sackgasse. Zur Zeit der Erbauung lag sie umgeben von Feldern an der Hamelner Chaussee, die wenige Meter nördlich auf aufeinanderfolgenden Brücken die Gleise des Bahnbetriebswerks, des Rangierbahnhofs und des Bahnhofs Hannover-Linden überquerte. Durch den Ausbau der Bornumer Straße und den Abriss der Brücken in den 1960er Jahren geriet das Gebäude in eine abgelegene Verkehrssituation.
Es ist ein zweigeschossiger Backsteinbau mit Steingussdekor als Fassadenschmuck. Ein Risalit mit flankierenden Halbsäulen in Kolossalordnung bildet den monumentalen Haupteingang zur Straßenseite. Auf der Südseite sind an den Ecken zwei Rundtürme mit Kuppeldach in das Gebäude integriert. Zwischen den Türmen befindet sich ein Vorbau in der Art eines Altans mit einem Balkon. Er ist durch zwei Bögen geöffnet, in deren Mitte eine Skulptur des Merkur angebracht ist.
Das Niedersächsische Landesamt für Denkmalpflege bezeichnet das Gebäude als ungewöhnlichen Villenbau. An seiner Erhaltung besteht aufgrund des geschichtlichen Zeugnis- und Schauwertes sowie der städtebaulichen Bedeutung ein öffentliches Interesse.

## Geschichte

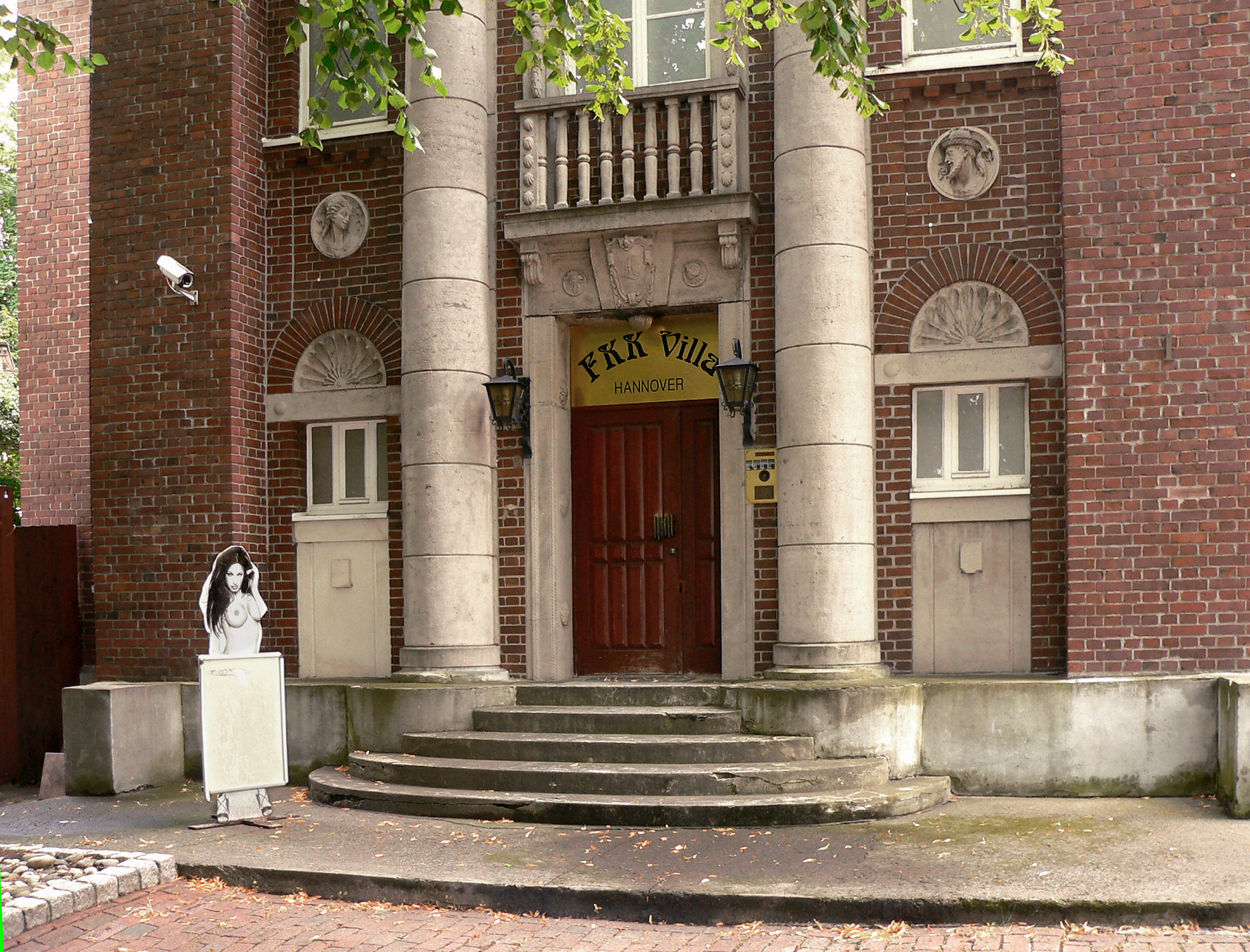
Eingang

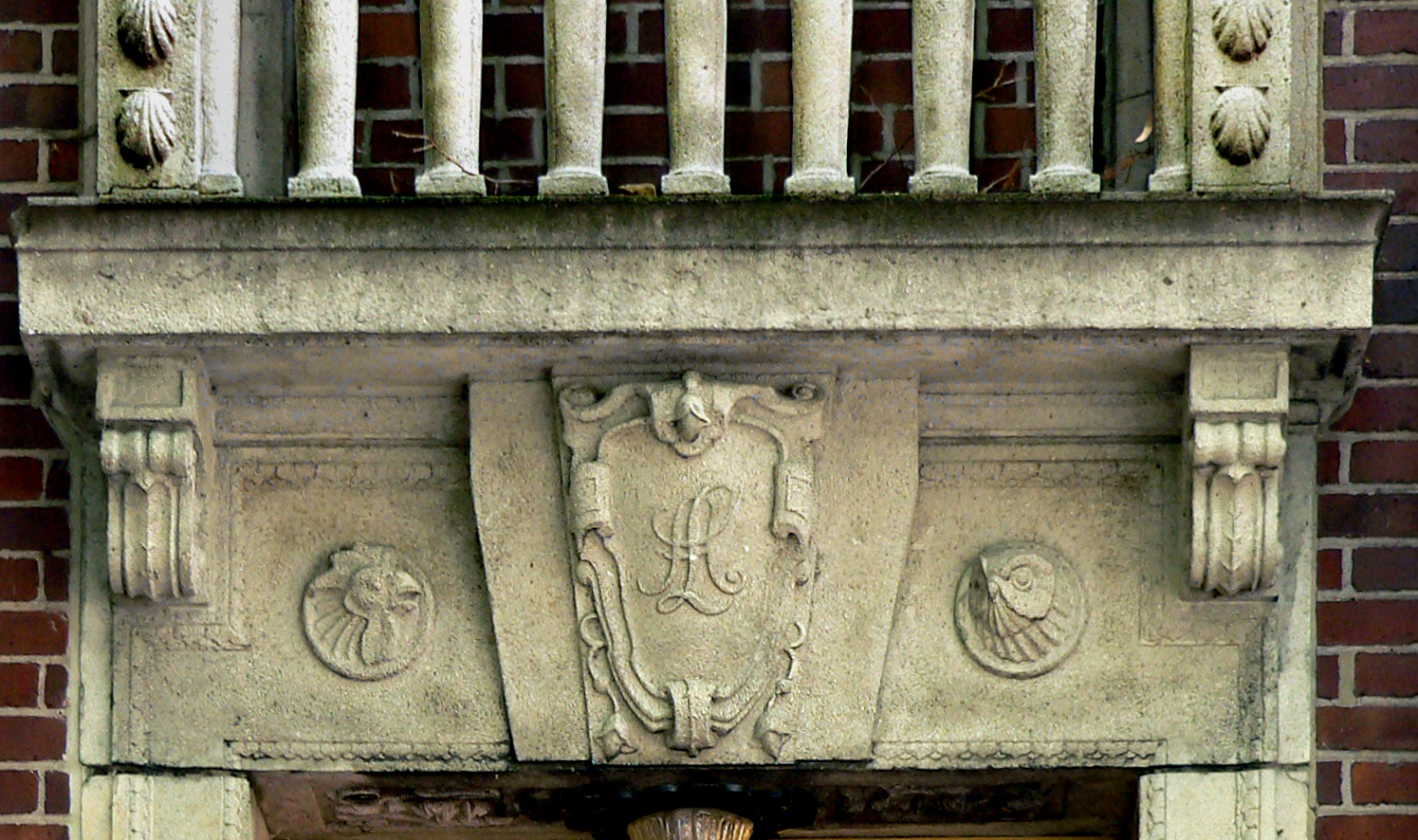
Türsturz über der Eingangstür mit den Initialen A und L für den Erbauer August Lutterberg

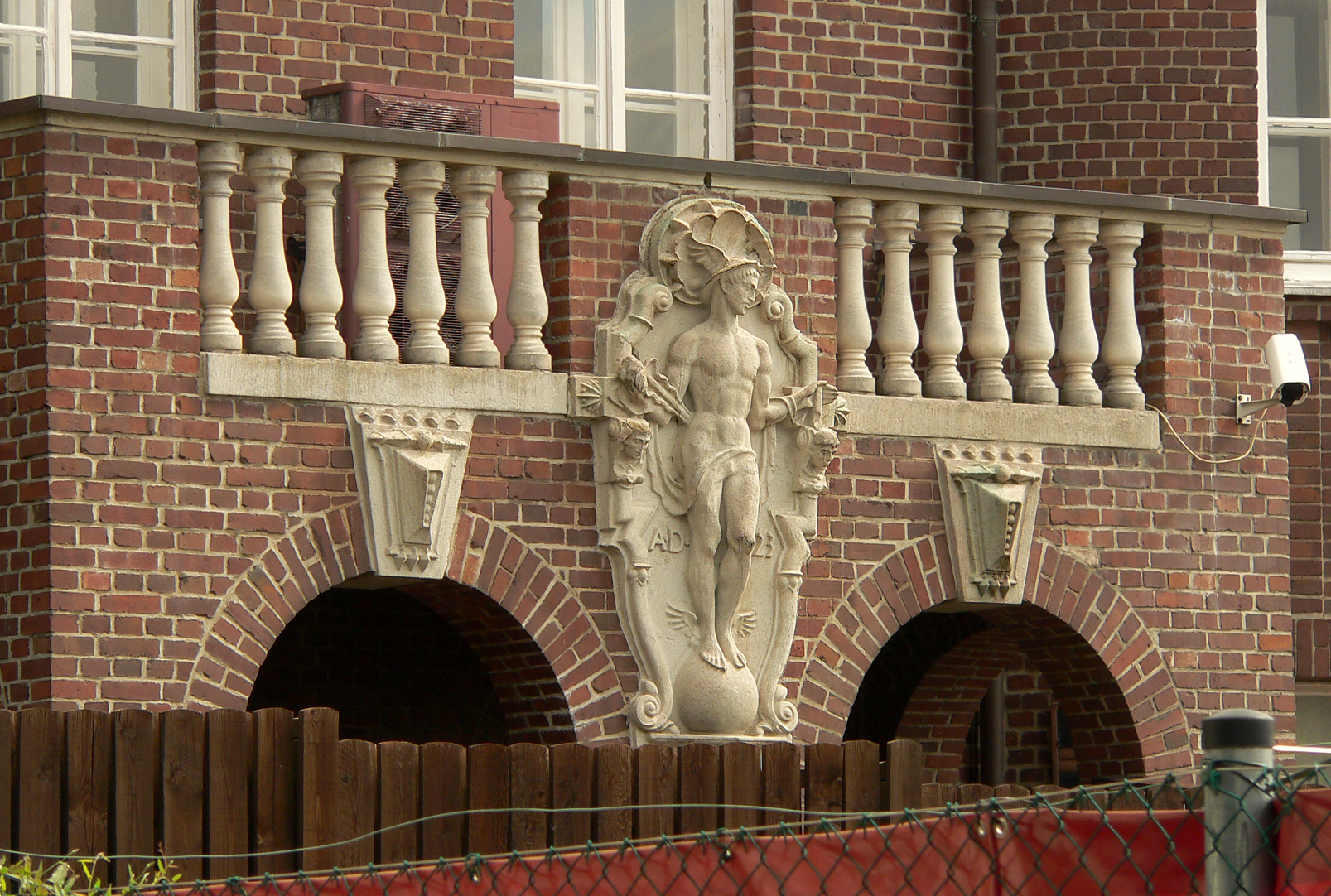
Figur des Merkur am Vorbau

Der Fabrikant August Lutterberg erbaute die Villa mit 38 Räumen als Wohnhaus für sich und seine Familie. Die Baukosten lagen bei 850.000 Reichsmark. Lutterberg war der Besitzer der „Hannoverschen Faßfabrik“. Als sein Unternehmen in wirtschaftliche Schwierigkeiten geriet, verkaufte Lutterberg die Villa 1943 an die Deutsche Edelstahl AG. Später wurde sie von der Hanomag erworben, die sie zu Wohn- und Bürozwecken vermietete. Unter anderem nutzte die Hastra das Gebäude. Beim Eisenbahnunfall von Linden am 22. Juni 1969 wurde die Villa schwer beschädigt, als ein in Brand geratener Güterwagen mit militärischer Munition im 150 Meter entfernten Bahnhof Hannover-Linden explodierte. Durch die Druckwelle wurden Fenster und Türen herausgerissen und ein Dach abgedeckt.
1973 erwarb ein Bauunternehmer das Gebäude und quartierte in ihm bis zu 80 Gastarbeiter unter unwürdigen Bedingungen ein. Nach behördlicher Beendigung des Zustands stand die Villa leer und zog Obdachlose an. Das führte in der Mitte der 1970er Jahre zu einer weiteren schweren Gebäudeschädigung, als eine Zigarette einen Dachstuhlbrand verursachte. 1979 erwarben zwei hannoversche Kaufleute die Villa für 200.000 DM und stellten sie für 7000 DM Monatsmiete dem Porno-Produzenten Hans Moser zur Verfügung, der mit seiner damaligen Ehefrau Teresa Orlowski in der Villa ein Studio für Pornofilme einrichtete. Das Projekt scheiterte jedoch. 1984 wurde die Villa für 1,3 Millionen Mark an einen Schweizer verkauft; im selben Jahr eröffnete darin ein Bordell, das wegen des Aufkommens von HIV-Infektionen und daraus folgenden AIDS-Pandemie in den 1980er Jahren schloss. Anfang der 1990er Jahre mietete die Stadt Hannover die Villa und brachte darin Obdachlose, Asylbewerber und Suchtkranke unter. Wegen der unzumutbaren Wohnbedingungen gab man die Unterkunft 1993 auf.
Nach Leerstand kam es 2003 zu einem erneuten Verkauf. Der neue Besitzer ließ die Villa für 300.000 Euro renovieren und richtete in ihr unter der Bezeichnung „FKK-Villa“ ein Edelbordell mit über einem Dutzend Prostituierten sowie Pools, Sauna und Bar ein. Auch wurde das Gelände der Villa von den Hells Angels wiederholt für Veranstaltungen genutzt, so 2008 ein mehrtägiges Europatreffen sowie 2019 mit Frank Hanebuth und 1000 Rockern eine Feier zum 20-jährigen Bestehen des Hannover-Chapters. Wegen der COVID-19-Pandemie schloss die FKK-Villa 2020 für die offiziellen Gäste. Seither ist sie offenbar ein Treffpunkt von Rockern.
2024 meldeten Medien eine polizeiliche Durchsuchung unter Einsatz eines Spezialeinsatzkommandos und die Festnahme eines in der Villa wohnhaften Mannes im Zusammenhang mit Ermittlungen wegen Brandstiftung und versuchten Mordes in Peine. 2024 berichtete die Hannoversche Allgemeine Zeitung, dass ein Lkw-Händler die Villa bezogen hatte und 2025, dass die Villa der Ehefrau von Frank Hanebuth gehört.